# (79999) 1999 FJ32
(79999) 1999 FJ32 là một tiểu hành tinh vành đai chính. Nó được phát hiện bởi LINEAR ở Socorro ngày 19 tháng 03 năm 1999.